# Aleksandre Amisulaszwili
Aleksandre Amisulaszwili, gruz. ალექსანდრე ამისულაშვილი (ur. 20 sierpnia 1982 w Telawi, Gruzińska SRR) – gruziński piłkarz, występował na pozycji obrońcy, w latach 2002–2016 reprezentant Gruzji. W styczniu 2009 otrzymał rosyjskie obywatelstwo.

## Kariera piłkarska

### Kariera klubowa
W 1999 rozpoczął karierę piłkarską w Torpedo Kutaisi. W 2000 przeszedł najpierw do klubu Iberia Samtredia, a potem w 2001 do Dinamo Tbilisi, z którym zdobył w 2003 Mistrzostwo i Puchar Gruzji. W 2004został kupiony do Dynama Kijów, z którym w 2006 podpisał kontrakt. Jednak nie potrafił zagrać w podstawowym składzie Dynama i był ciągle wypożyczony do klubów Dnipro Dniepropietrowsk, Dinamo Tbilisi, Tawrija Symferopol i Szynnik Jarosław. Po tym jak klub z Jarosławia spadł z najwyższej ligi rosyjskiej został sprzedany do pierwszoligowego klubu Spartak Nalczyk, w którym wybrany kapitanem drużyny. W 2010 roku odszedł do Kayserisporu z Turcji. W lutym 201 podpisał kontrakt z rosyjskim FK Krasnodar. Następnie grał w Krylji Sowietow Samara, İnterze Baku i Karşıyaka SK. W 2016 wrócił do Dinama Tbilisi, gdzie zakończył karierę.

### Kariera reprezentacyjna
W latach 2002–2016 występował w reprezentacji Gruzji. Łącznie rozegrał 50 gier reprezentacyjnych, strzelił 4 gole.

## Nagrody i odznaczenia
- mistrz Gruzji: 2003
- zdobywca Gruzji: 2003